# 威爾遜 (北卡羅萊納州)
威爾遜（英語：Wilson）位於美國北卡羅萊納州，是威爾遜縣的縣治，根据美國2000年人口普查，共有47,851人。威爾遜距離北卡羅萊納州首府洛里東方約64公里，並且是264號美國國道與95號州際公路的交會點。